# Akaflieg Braunschweig SB 6
Die Akaflieg Braunschweig SB 6 Nixope ist ein einsitziges Segelflugzeug der Akaflieg Braunschweig. Der Erstflug fand am 2. Februar 1961 statt.

## Geschichte
Die SB 6 ist das erste Flugzeug der Akaflieg Braunschweig aus GFK. Auf dem Idaflieg-Sommertreffen 1964 wurde das Flugzeug durch Fremdverschulden zerstört, noch während die Gruppe am Festigkeitsnachweis der neuen Bauweise arbeitete. Eine Weiterentwicklung der SB 6 ist die BS-1 von Björn Stender, die nach Stenders Tod in modifizierter Form bei Glasflügel Flugzeugbau gebaut wurde.

## Konstruktion
Die Flügelverbindung wurde erstmals als Zunge-Gabel-Verbindung ausgeführt. Dieses Konstruktionsmerkmal, für das Björn Stender und Othmar Heise 1998 mit dem Special-OSTIV-Preis geehrt wurden, findet sich in fast allen nachfolgenden Kunststoffflugzeugen.

## Technische Daten
| Kenngröße              | Daten                |
| ---------------------- | -------------------- |
| Besatzung              | 1                    |
| Länge                  | 7,5 m                |
| Spannweite             | 18 m                 |
| Leitwerkshöhe          | 1,5 m                |
| Flügelfläche           | 12,95 m²             |
| Flügelstreckung        | 25                   |
| Profil                 | STE 871-514 mod.     |
| Gleitzahl              | 39 bei 90 km/h       |
| Geringstes Sinken      | 0,63 m/s bei 88 km/h |
| Leermasse              | 260 kg               |
| max. Zuladung          | 90 kg                |
| max. Startmasse        | 350 kg               |
| Flächenbelastung       | 27 kg/m²             |
| Mindestgeschwindigkeit | 58 km/h              |
| Höchstgeschwindigkeit  | 200 km/h             |